# Trankilo
Trankilo è un brano musicale del rapper italiano Vegas Jones, terza traccia del secondo mixtape Chic Nisello, pubblicato il 30 novembre 2016.

## Descrizione
Il brano ha visto la partecipazione vocale di Nitro e parla in parte del periodo passato da Vegas Jones a Roma e anche alla necessità di stare tranquillo dopo un forte periodo di stress da dove deriva appunto il titolo della canzone.

## Video musicale
Il videoclip, diretto da Enea Colombi, è stato pubblicato il 23 gennaio 2017 attraverso il canale YouTube del rapper.

## Classifiche
| Classifica (2017) | Posizione massima |
| ----------------- | ----------------- |
| Italia            | 47                |